# 28739 Julisauer
28739 Julisauer è un asteroide della fascia principale. Scoperto nel 2000, presenta un'orbita caratterizzata da un semiasse maggiore pari a 2,8139886 UA e da un'eccentricità di 0,1504642, inclinata di 7,99878° rispetto all'eclittica.